# 225ª Divisione costiera
La 225ª Divisione Costiera fu una divisione di fanteria del Regio Esercito Italiano attiva durante la seconda guerra mondiale che venne formata nel gennaio 1943 e schierata in Corsica, dove unì agli alleati. Venne sciolta nel maggio del 1944.

## Storia
La divisione fu costituita il 20 gennaio 1943 a Pisa. Le divisioni costiere del Regio Esercito erano divisioni di seconda linea formate con riservisti ed equipaggiate con materiale di seconda scelta; reclutate localmente, erano spesso comandate da ufficiali richiamati dal pensionamento. Fece parte della guarnigione posta a difesa delle coste della Corsica, sotto il VII Corpo d'Armata. Dopo l'annuncio dell'armistizio di Cassibile, l'8 settembre 1943 la divisione combatté, insieme alla 226ª Divisione costiera, alla 20ª Divisione fanteria "Friuli", alla 44ª Divisione fanteria "Cremona" e alle unità di resistenza locali contro la 16. SS-Panzergrenadier-Division "Reichsführer-SS" e la 90. leichte Afrika-Division che si stavano ritirando attraverso la Corsica verso il porto di Bastia nel nord dell'isola. Il 13 settembre elementi della 4ª Divisione marocchina da montagna della Francia libera sbarcarono ad Ajaccio per supportare gli sforzi italiani per fermare i 30.000 soldati tedeschi in ritirata, ma nella notte tra il 3 e il 4 ottobre le ultime unità tedesche furono evacuate da Bastia lasciando dietro di sé 700 morti e 350 prigionieri di guerra. Dopo la fine delle operazioni in Corsica ed essere entrata nell'Esercito Cobelligerante Italiano la divisione fu trasferita in Sardegna, dove fu ufficialmente sciolta il 31 maggio 1944.

## Ordine di battaglia
- 172º Reggimento fanteria
  - su 3 Battaglione

- 173º Reggimento fanteria
  - su 3 Reggimento

- 52º Reggimento Artiglieria
- Battaglioni mitraglieri
  - 662ª Compagnia mitraglieri da posizione
  - 664ª Compagnia mitraglieri da posizione

- 409ª Compagnia mortai (81 mm)
- 261ª Compagnia anticarro da posizione (47/32)
- 264ª Compagnia anticarro (47/32)[1]

## Comandanti
- Generale di Brigata Carlo Gotti (20 gennaio 1943 - 9 maggio 1943)
- Generale di Brigata Bartolomeo Pedrotti (10 maggio 1943 - 31 maggio 1944)[1]